# メニコン
株式会社メニコン（英: Menicon Co., Ltd.）は、愛知県名古屋市中区に本社を置く国内最大手の総合コンタクトレンズメーカーである。

## 概要
故田中恭一会長が独学で研究し、1951年日本初の角膜コンタクトレンズの実用化に成功した事が始まりである。以後人間用のコンタクトレンズの研究・開発・発売を始め、犬用眼内レンズ等の発売も行う。
社名の由来は、「目にコンタクトレンズ」から。
2000年には遠近両用コンタクトレンズを発売、2001年には月会費制システム「メルスプラン」を開始した。
文化事業にも積極的に関っており、スポーツ・文化支援活動の一環として、日本クラブユースサッカー東西対抗戦（U-15）「メニコンカップ」や「メニコンスーパーコンサート」等への特別協賛を継続している。また、2012年に本社社屋北館の一部を改修し、アートスペースの「ギャラリーMenio」と多目的ホールの「HITOMIホール」からなるメニコンANNEXを開設したほか、2023年には本社西側に竣工したメニコン Aoiビルには総合芸術劇場の「メニコン シアターAoi」を開設。運営母体のメニコン芸術文化記念財団を公益財団法人とした。

## 沿革

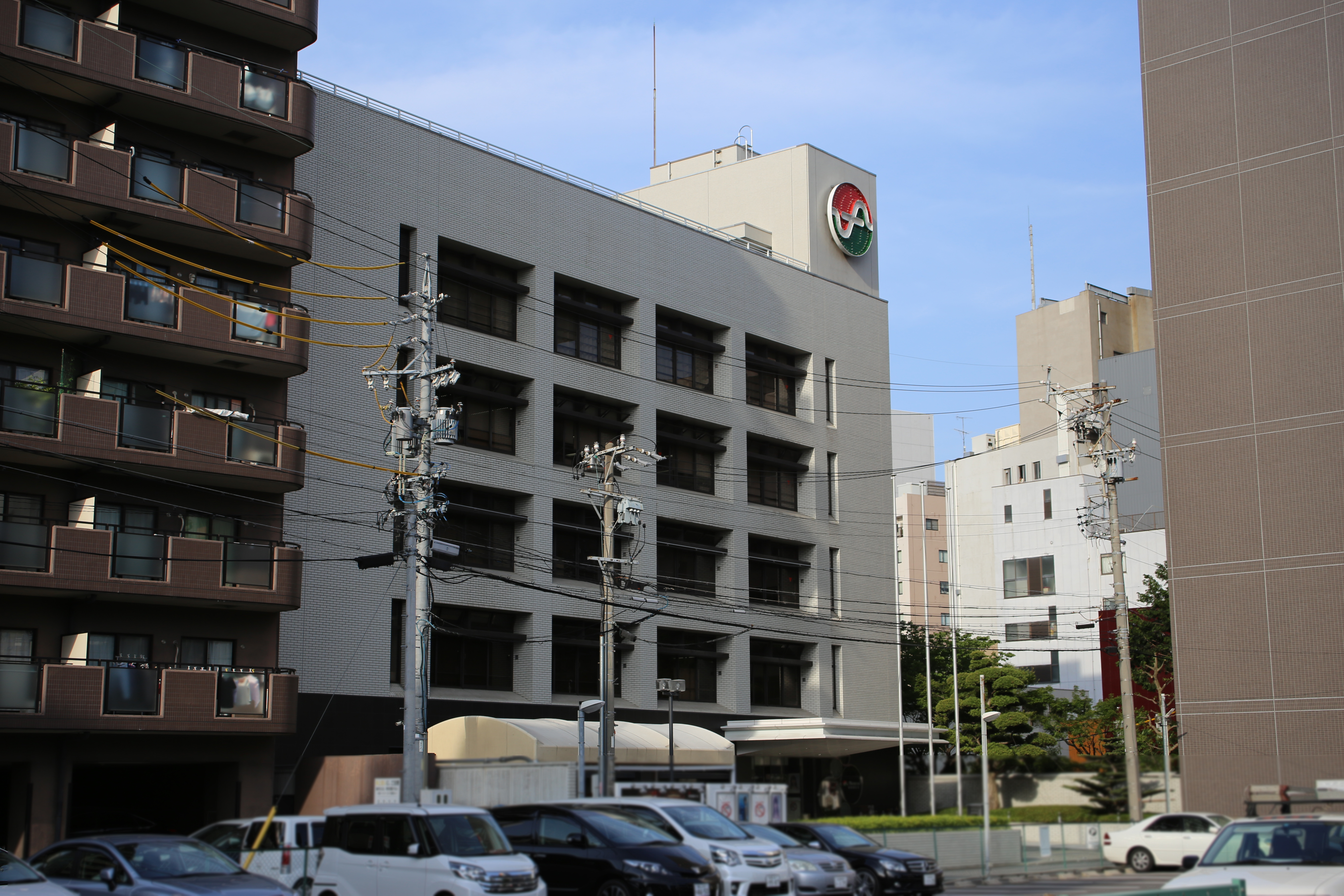
ANNEX（2015年5月）

- 1951年（昭和26年） - 日本で初めて角膜コンタクトレンズの実用化に成功[2]。
- 1952年（昭和27年） - 日本コンタクトレンズ研究所創設[2]。
- 1957年（昭和32年） - 日本コンタクトレンズ株式会社設立[2]。
- 1965年（昭和40年） - 東洋コンタクトレンズ株式会社に社名変更[2]。
- 1967年（昭和42年） - 「メニコン」を商標登録[2]。
- 1982年（昭和57年） - 販売部門を分離、株式会社メニコン設立[2]。
- 1987年（昭和62年） - 東洋コンタクトレンズをメニコンに吸収合併[2]。
- 2009年（平成21年） - イギリスのコンタクトレンズメーカーであるデイビッド・トーマス・コンタクトレンズ社を買収[2]。
- 2010年（平成22年）
  - 2月1日 - 株式会社トーメーを子会社化。同月16日、100%子会社である株式会社ナイツのを西澤電機計器製作所に譲渡[2]。
  - 6月16日 - アメリカのコンタクトレンズ原料メーカーのラガド社を買収[2]。
- 2011年（平成23年）4月 - フランスの現地法人Menicon Holdings Europe S.A.S.（現・Menicon SAS）を通じてLaboratoire Tours Contact社の株式を取得[2]。
- 2012年（平成24年）
  - 1月 - コンタクトレンズ専門店「エースコンタクト」などを運営する株式会社ダブリュ・アイ・システムを子会社化[2]。
  - 6月29日 - 本社北館の一部を改修し、ギャラリーと多目的ホールからなる「ANNEX」を開設[4]。
- 2015年（平成27年）
  - 6月25日 - 東京証券取引所市場第一部および名古屋証券取引所市場第一部に株式を上場[2][5]。
  - 10月30日 - コンタクトレンズ専門店の富士コンタクト株式会社を子会社化[2][6]。
- 2016年（平成28年）
  - 6月14日 - オルソケラトロジー用コンタクトレンズの製造・販売を行う株式会社アルファコーポレーションを完全子会社化[7]。
  - 11月1日 - コンタクトレンズ専門店「シティコンタクト」などを運営する株式会社エーアイピーを子会社化[8]。
- 2017年（平成29年）
  - 7月 - 子会社化した販売チェーン店の共通ブランドとして「Miru Partner」を導入[9]。
- 2018年（平成30年）
  - 5月24日 - メニコンフランスの新社屋【TOKI】完成[10]。
- 2019年（令和元年）
  - 5月 - 直営店舗の「Menicon Miru」・「Miru+」及びコンタクトレンズ販売チェーン店のショップロゴを「Miru」に統一[11]。
  - 10月 - イタリアのコンタクトレンズ・ケア用品メーカーSOLEKO社を子会社化[12]。
- 2020年（令和2年）
  - 6月23日 - 中国の温州欣視界科技有限公司を子会社化[13]。
  - 9月21日 - 米国のベンチャーMojo Vision社とスマートコンタクトレンズの共同開発契約を締結[14]。
  - 10月2日 - ハマノコンタクトを取得子会社化[15][16]。
- 2021年（令和3年）
  - 1月 - 板橋貿易株式会社を子会社化[17]。
  - 4月 - ジョンソン・エンド・ジョンソン ビジョンと業務提携[18]。
- 2023年（令和5年）4月6日 - メニコン シアターAoiビルがオープン[3]。
- 2024年（令和6年）
  - 3月22日 - フランスのLaboratoires Dencott SA（HUMAXグループ）を完全子会社化[19]。
  - 4月1日 - 子会社の富士コンタクト株式会社を吸収合併[20]。
- 9月30日 - 東南アジアの販売会社3社を子会社化[21]。

## 商品一覧

### 現在
1日交換終日装用レンズ（ディスポーザブルレンズ）
- 1DAYメニコン プレミオ
- 1DAYメニコン プレミオ トーリック
- 1DAYメニコン プレミオ マルチフォーカル
- Magic（販売名:メニコン1DAY フラットパック）
- Magic toric（販売名:メニコン1DAY フラットパック）
- メニコン1DAY - クーパービジョンからのOEM製品（同社名では「ワンデーアクエア」）
- 1DAYメニコン トーリック（メルスプラン専用） - クーパービジョンからのOEM製品（同社名では「ワンデーアクエア トーリック」）
- 1DAYメニコン マルチフォーカル（メルスプラン専用）
- 1DAY FRUTTIE
- 1DAYメニコン Rei（メルスプラン専用）

2週間定期交換レンズ
- 2WEEKメニコン プレミオ - 同社初となるシリコーンハイドロゲルを使用。
- 2WEEKメニコン プレミオ トーリック
- 2WEEKメニコン プレミオ 遠近両用
- 2WEEKメニコン プレミオ 遠近両用 トーリック
- 2WEEKメニコン デュオ
- 2WEEKメニコン Rei
- 2WEEKメニコン Rei トーリック

1ヶ月定期交換レンズ（メルスプラン専用）
- マンスウエア（製造販売元：メニコンネクト）
- マンスウエア トーリック

3ヶ月定期交換レンズ（メルスプラン専用）
- フォーシーズン - 世界初、モールド製法を実用化したレンズ
- フォーシーズン バイフォーカル

長期使用タイプ（ハード）
- メニコンティニュー（メルスプラン専用） - 日本初、眼科医の指導のもと30日間連続装用が可能。
- メニコンZ
- メニコン アイスト
- メニコン EX
- メニフォーカルZ
- メニコンローズK
- メニコンローズK-T

長期使用タイプ（ソフト）
- メニコン ソフトS
- メニコン ソフト72
- メニコン ソフト72 トーリック

### 生産終了
1週間交換連続装用レンズ
- メニコンニュービュー　- チバビジョンからのOEM製品（同社名では「ニュービュー」）

2週間定期交換レンズ
- メニコンフォーカス - チバビジョンからのOEM製品（同社名では「フォーカス 2ウィーク」）
- メニコンフォーカス トーリック - チバビジョンからのOEM製品（同社名では「フォーカス トーリック」）
- 2WEEKメニコン Attention

長期使用タイプ（ハード）
- メニコン スーパーEX
- メニコン O2 - メニコン初の酸素透過性ハードコンタクトレンズ（終日装用）
- メニコン O2・32
- メニコン セレスト

長期使用タイプ（ソフト）
- メニコン ソフトMA（製造販売元：メニコンネクト）
- メニコン ソフトM（製造販売元：東洋コンタクトレンズ（後のトーメー、現・メニコンネクト））
- メニフォーカルソフトS（2012年9月生産終了）

## 商品仕様

### 1日交換終日装用使い捨てレンズ

#### Magic
- 販売名：メニコン1DAY フラットパック
- 1シート3枚入り
- 外箱タイプ：10シート（30枚入り）、外袋タイプ：3シート（9枚入り）
- グループ名
グループII
- 材質
poly(HEMA-GMA)
- ベースカーブ(BC)
8.60mm
- 度数(PW)
-0.50D 〜 -6.00D (0.25D ステップ)
-6.50D 〜 -10.00D (0.50D ステップ)
- 直径(DIA)
14.2mm
- 含水率
- 中心厚
- 酸素透過係数 (Dk値)
19

#### メニコン1DAY
- 1箱30枚入り
- グループ名
グループIV
- 材質
ocufilcon D
- ベースカーブ(BC)
8.6mm
- 度数(PW)
-0.25D 〜 -6.00D (0.25D ステップ)
-6.50D 〜 -10.00D (0.50D ステップ)
- 直径(DIA)
14.2mm
- 含水率
55%
- 中心厚
0.075mm (-3.00D時)
- 酸素透過係数 (Dk値)
19.7
- 酸素透過率 (Dk/L値)
26.3(-3.00D時)

#### 1DAYメニコン トーリック
- メルスプランのみ（2013年現在）
- 1箱30枚入り
- 材質
2-HEMA MAA
- ベースカーブ(BC)
8.6mm
- 度数(PW)
-0.00D 〜 -6.00D (0.25D ステップ)
-6.50D 〜 -10.00D (0.50D ステップ)
- 直径(DIA)
14.2mm
- 含水率
55%
- 中心厚
- 酸素透過係数 (Dk値)
19.7
- 酸素透過率 (Dk/L値)
26.3(-3.00D時)

### 2週間交換終日装用使い捨てレンズ

#### メニコンフォーカス
- 1箱6枚入り
- グループ名
グループIV
- ベースカーブ(BC)
8.6mm,8.9mm
- 度数(PW)
BC8.6mm
-0.25D 〜 -6.00D (0.25D ステップ)
-6.50D 〜 -10.00D (0.50D ステップ)
BC8.9
＋0.50D〜＋3.00D
－0.50D〜－6.00D（0.25D　ステップ）
－6.50D〜－15.00D（0.50D　ステップ）
- 直径(DIA)
14.0mm
- 含水率
55%
- 中心厚
0.10mm (-3.00D時)
- 酸素透過係数 (Dk値)
16.0

#### メニコンフォーカス トーリック
- 1箱6枚入り
- グループ名
グループIV
- ベースカーブ(BC)
8.9mm,9.2mm
- 度数(PW)
BC8.9mm
－0.00D〜－6.00D（0.25D　ステップ）
－6.50D〜－10.00D（0.50D　ステップ）
円柱度数－1.00D、－1.75D、－2.50D
（－2.50Dの頂点屈折力は0.00〜－6.00D）
円柱軸度180°、20°、160°、90°
BC9.2mm
＋0.50D〜＋3.00D
－0.50D〜－6.00D（0.25D　ステップ）
円柱度数－1.00D、－1.75D
円柱軸度180°、20°、160°、90°
- 直径(DIA)
14.5mm
- 含水率
55%
- 中心厚
0.146mm (-3.00D時)
- 酸素透過係数 (Dk値)
16.0

#### 2WEEKメニコン プレミオ
- 1箱6枚入り
- グループ名
グループI
- ベースカーブ(BC)
8.3mm,8.6mm
- 度数(PW)
-0.25D 〜 -6.00D (0.25D ステップ)
-6.50D 〜 -10.00D (0.50D ステップ)
- 直径(DIA)
14.0mm
- 含水率
40%
- 中心厚
0.08mm (-3.00D時)
- 酸素透過係数 (Dk値)
129.0

#### 2WEEKメニコン プレミオ トーリック
- 1箱6枚入り
- グループ名
グループI
- ベースカーブ(BC)
8.60mm
- 度数(PW)
-0.00D 〜 -6.00D (0.25D ステップ)
-6.50D 〜 -10.00D (0.50D ステップ)
- 直径(DIA)
14.0mm
- 含水率
40%
- 中心厚
0.08mm (-3.00D時)
- 酸素透過係数 (Dk値)
129.0

#### 2WEEKメニコン デュオ
- 1箱6枚入り
- グループ名
グループI
- ベースカーブ(BC)
8.6mm
- 度数(PW)
-0.25D〜 -6.00D (0.25D ステップ)
-6.50D 〜 -10.00D (0.50D ステップ)
- 直径(DIA)
14.5mm
- 含水率
72%
- 中心厚
- 酸素透過係数 (Dk値)
34

### 1ヶ月交換終日装用使い捨てレンズ（メルスプラン専用）

#### マンスウエア
- 1箱3枚入り
- グループ名
グループⅡ
- ベースカーブ(BC)
8.9mm
- 度数(PW)
-0.25D 〜 -6.00D (0.25D ステップ)
-6.50D 〜 -10.00D (0.50D ステップ)
- 直径(DIA)
14.2mm
- 含水率
72%
- 中心厚
0.08mm (-3.00D時)
- 酸素透過係数 (Dk値)
34.0

#### マンスウエア トーリック
- 1箱3枚入り
- グループ名
グループⅡ
- ベースカーブ(BC)
8.9mm
- 度数(PW)
-0.25D 〜 -6.00D (0.25D ステップ)
-6.50D 〜 -7.00D (0.50D ステップ)
円柱度数 -3.75
円柱軸度 180°,90°

- 直径(DIA)
14.2mm
- 含水率
72%
- 中心厚
0.10mm (-3.00D時)
- 酸素透過係数 (Dk値)
34.0

### ソフトコンタクトレンズ

#### メニコンソフトS
- 1枚入り
- グループ名
グループⅡ
- ベースカーブ(BC)
8.5mm
- 度数(PW)
+5.00D 〜 -15.00D (0.25D ステップ)
- 直径(DIA)
14.0mm
- 含水率
72%
- 中心厚
0.10mm (-3.00D時)
- 酸素透過係数 (Dk値)
34.0

#### メニコンソフトMA
- 1枚入り
- グループ名
グループⅠ
- ベースカーブ(BC)
8.1mm,8.4mm,8.7mm
- 度数(PW)
-0.25D 〜 -10.00D (0.25D ステップ)
- 直径(DIA)
13.0mm,13.5mm
- 含水率
37.5%
- 中心厚
0.09mm (-3.00D時)
- 酸素透過係数 (Dk値)
9.0

#### メニコンソフト72
- 1枚入り
- グループ名
グループⅠ
- ベースカーブ(BC)
8.1mm,8.4mm,8.7mm,8.9mm
- 度数(PW)
+25.00D 〜 -25.00D (0.25D ステップ)
- 直径(DIA)
BC 8.1mm,8.4m,8.7mm
DIA 13.5mm
BC 8.4mm,8.7mm,8.9mm
DIA 14.0mm
- 含水率
72%
- 中心厚
0.15mm（BC 8.40mm/P.－3.00D/DIA.13.5mm時）
- 酸素透過係数 (Dk値)
34.0

#### メニコンソフト72 トーリック
- 1枚入り
- グループ名
グループⅠ
- ベースカーブ(BC)
8.1mm 〜 9.3mm（0.3間隔）
- 度数(PW)
-1.50D 〜 -8.00D (0.25D ステップ)
円柱度数 -0.75D 〜 -2.75D（0.5D ステップ）
円柱軸度 180°〜 10°（10°間隔）
- 直径(DIA)
13.0mm,13.5mm,14.0mm
- 含水率
72%
- 中心厚
0.12mm（BC 8.70mm/－3.00D/CYL －1.75D/AXIS 180°/DIA 13.5mm時）
- 酸素透過係数 (Dk値)
34.0

### ハードコンタクトレンズ

#### メニコンティニュー
- メルスプラン専用
- 1枚入り
- ベースカーブ(BC)
6.00mm 〜 9.00mm (0.1mm間隔)
- 度数(PW)
+25.00D 〜 -25.00D (0.25D ステップ)(ただしBC8.7〜9.0は-15Dまで)
- 直径(DIA)
8.0mm 〜 9.8mm (0.2mm間隔)
- 中心厚
0.13mm（BC 7.80mm/－3.00D/DIA.9.2mm時）
- 酸素透過係数 (Dk値)
163

#### メニコンZ
- 1枚入り
- ベースカーブ(BC)
6.00mm 〜 8.60mm (0.1mm間隔)
- 度数(PW)
+25.00D 〜 -25.00D (0.25D ステップ)(ただしBC8.7〜9.0は-15Dまで)
- 直径(DIA)
8.0mm 〜 8.8mm (0.2mm間隔)(BC 6.0〜6.4mm時)
8.0mm 〜 9.8mm (0.2mm間隔)(BC 6.5〜6.6mm時)
8.0mm 〜 10.0mm (0.2mm間隔)(BC 6.7〜9.0mm時)
11.0mm (BC 7.2〜8.6mm時)
- 中心厚
0.13mm（BC 7.8mm/－3.00D/DIA 9.2mm時）
- 酸素透過係数 (Dk値)
163

#### メニコン アイスト
- メルスプラン専用
- 1枚入り
- ベースカーブ(BC)
6.50mm 〜 9.00mm (0.05mm間隔)
- 度数(PW)
+15.00D 〜 -15.00D (0.25D ステップ)(ただしBC8.15〜9.0は-10Dまで)
- 直径(DIA)
8.0mm 〜 9.6mm (0.4mm間隔)
- 中心厚
0.15mm（BC 7.80mm/－3.00D/DIA 8.8mm時）
- 酸素透過係数 (Dk値)
163

#### メニコン セレスト
- 1枚入り
- ベースカーブ(BC)
6.50mm 〜 9.00mm (0.05mm間隔)
- 度数(PW)
+15.00D 〜 -15.00D (0.25D ステップ)(ただしBC8.15〜9.0は-10Dまで)
- 直径(DIA)
8.0mm 〜 9.6mm (0.4mm間隔)
- 中心厚
0.15mm（BC 7.80mm/－3.00D/DIA 8.8mm時）
- 酸素透過係数 (Dk値)
163

#### メニコン スーパーEX
- 1枚入り
- ベースカーブ(BC)
6.50mm 〜 9.00mm (0.05mm間隔)
- 度数(PW)
0.00D 〜 -25.00D (0.25D ステップ)
- 直径(DIA)
8.0mm 〜 9.6mm (0.4mm間隔)
10.0mm (BC 6.7〜9.0mm時)
- 中心厚
0.18mm（BC 7.80mm/－3.00D/DIA 8.8mm時）
- 酸素透過係数 (Dk値)
126

#### メニコン EX
- 1枚入り
- ベースカーブ(BC)
6.20mm 〜 9.00mm (0.05mm間隔)
- 度数(PW)
+25.0D 〜 -25.00D (0.25D ステップ)
- 直径(DIA)
8.0mm 〜 10.0mm (0.2mm間隔)
11.0mm (BC 7.2〜8.6mm かつ +0.25〜+25D時)
- 中心厚
0.15mm（BC 7.80mm/－3.00D/DIA 8.8mm時）
- 酸素透過係数 (Dk値)
64.0

### 遠近両用コンタクトレンズ

#### 2WEEKメニコン 遠近両用
- 2週間交換終日装用使い捨てレンズ
- 1箱6枚入り

#### メニフォーカルソフトS
- ソフトコンタクトレンズ
- 1枚入り
- グループ名
グループⅡ
- ベースカーブ(BC)
8.4mm,8.7mm,9.0mm
- 度数(PW)
+3.00D 〜 -13.00D (0.25D ステップ)
- 加入度数(ADD)
+1.50D 〜 +3.00D (0.5D ステップ)
- 直径(DIA)
DIA 13.5mm,14.0mm
- 含水率
72%
- 中心厚
0.10mm（BC 8.40mm/－3.00D/DIA 14.0mm/ADD ＋2.00D時）
- 酸素透過係数 (Dk値)
34.0

#### メニフォーカルZ
- ハードコンタクトレンズ
- 1枚入り
- ベースカーブ(BC)
7.10mm 〜 8.50mm (0.05mm間隔)
- 度数(PW)
+5.00D 〜 -13.00D (0.25D ステップ)
- 加入度数(ADD)
+1.00D 〜 2.50D (0.5D ステップ)
- 直径(DIA)
9.4mm,9.6mm (BC 7.1〜7.4mm時)
9.6mm,9.8mm (BC 7.5〜8.5mm時)
- 中心厚
0.15mm（BC 7.80mm/-3.00D/DIA 9.8mm/ADD ＋1.00D時）
- 酸素透過係数 (Dk値)
163.0

## メルスプラン
2001年より開始された会員制サービスで、毎月一定額の料金を支払うことでコンタクトレンズを使用する。定額料はレンズによって異なる。
定額料を支払うことで、レンズにできた傷や破損（2分の1以上の提示が必要）、汚れの蓄積、度数の変化などのトラブルにより、レンズ代金を支払う事無く無料で新たなレンズを提供してもらえる。特にトラブルが無い場合でも、1年ごとに新しいレンズを提供する。また、レンズの種類変更も無料となっている。ただし、レンズを紛失した場合やレンズの破損が2分の1未満の場合は、1枚につき5,000円の負担金が必要となる（使い捨てタイプを除く）。
入会には入会金（レンズによって異なる）と、2ヶ月分の定額料、クレジットカード及び金融機関口座番号とその届け出印が必要となる。3ヶ月目以降から指定のクレジットカード及び口座から引き落としとなる。
正式名称は「Menicon Eye Life Support Plan」で、「メルス」は各単語の頭文字から取られている。

### メルスプラン専用サービス
ケアプラス
定額料に毎月550円を追加で支払うことで、半年に1度半年分のメニコン純正レンズケア用品を、配送料無料で自宅まで配送してもらえるサービス。足りない場合や余る場合は配送日を変更する事も可能。1日使い捨てタイプはレンズケアが不要の為、ケアプラスは設定されていない。
1DAYプラス
メルスプランとして使用しているレンズとは別に、1日使い捨てレンズを会員価格で購入できるサービス。料金はメルスプラン定額料と引き落としとなる。サービス開始当初は「Magic(1箱30枚入り)」のみの取り扱いだったが、2019年現在はバリエーションが増えて選べるようになっており、レンズによって価格が異なる。
ムータン
使い捨てレンズ3ヶ月分を、約3ヶ月ごとに自宅まで配送してもらえるサービス。不足した場合はインターネットから注文可能で、定期検査や発送などのメールが届く。メルスプラン加盟店によっては実施していない店舗もある。

## ANNEX
2012年6月29日、メニコン本社に開設された情報発信と文化振興の拠点施設。メニコン本社の北館の一部を改修したもので「ギャラリーMenio」と「HITOMIホール」からなる。
ギャラリーMenioでは初代会長で竹彫工芸作家であった田中華山（田中嘉尚）や創業者田中恭一の作品など約70点が常設展示されている。
HITOMIホールは客席数110席の多目的ホールで音楽イベントや講演などに使用できる。こけら落しにはピアニストの仲道郁代によるミニコンサートが開催された。

## イメージキャラクター

### 現在
- 櫻井翔 - 「Lactive」
- 浜辺美波 -「メルスプラン」、「SMART TOUCH」、「メニコン Four Seasons」
- Niki - 「1DAY FRUTTIE」

- このほか、メルスプランには「メル助」というマスコットキャラクターが存在する[24]。

### 過去
- 荻野目慶子 - 「メニコンO2」
- 藤谷美和子 - 「メニコンO2」
- 浅野温子 - 「メニコンソフトMA」
- 野村宏伸 - 「メニコンスーパーEX」
- 根津甚八 - 「メニコンEX」
- 高岡早紀 - 「メニコンソフトMA」
- 観月ありさ - 「メニコンソフト72」,「メニコンソフトS」
- ともさかりえ - 「メニコンソフトS」
- 飯島直子 - 「O2ケアミルファ」,「アイネス」
- 森本レオ - 「メニフォーカル」
- 河村隆一 - 「メニコンZ」
- 杉山彩乃 - 「メルスプラン」
- 星井七瀬 - 「メルスプラン」
- 榮倉奈々 - 「メニコン2WEEKプレミオ」、「メルスプラン」、「エピカコールド」
- 有村架純 - 「メルスプラン」、「1DAY Menicon Premio」、「SMART TOUCH」

## 提供番組

### 現在
- Menicon Music Contact （@FM）
- CBCドラゴンズナイター（CBCラジオ）
- ことばのおもちゃばこ（CBCラジオ）
- 伃利子 サンデーカフェ（東海ラジオ）
- BACKSTAGE（CBCテレビ）
- 情報ライブ ミヤネ屋（読売テレビ制作・日本テレビ系列）、月曜日・ネットワークセールス枠
- THE TIME,（TBS系列）、火曜日・ネットワークセールス枠

### 過去
- メニコン・グッドフィーリングマイヒーロー（FM愛知制作・JFN系列 1989年4月 - 1993年3月）
- 野村宏伸のスーパー&NEW イカした仲間達（FM愛知制作・JFN系列 1993年4月 - 1996年3月）
- ともさかりえのき・も・ちSカレーション（FM愛知制作・JFN系列 1996年 - 1999年）
- メニコン・マンスリーマガジン（FM愛知制作・JFN系列 2000年 - 2005年）
- Menicon Music Triangle（@FM、2007年4月6日 -2019年3月29日、2015年4月から2018年3月までTOKYO FM・FM OSAKAの3局ネット）
- ドカンと一発60分!（NET系列）
- 欽ちゃんのドンとやってみよう!（フジテレビ系列）
- 月曜ドラマランド（フジテレビ系列）
- 金曜女のドラマスペシャル（フジテレビ系列）
- たけし・所のドラキュラが狙ってる（毎日放送制作・TBS系列）
- 時間ですよ ふたたび（TBS系列）
- ブロードキャスター（TBS系列）
- 誇りの報酬（日本テレビ系列）
- 歌まね振りまねスターに挑戦!!（日本テレビ系列）
- TVジョッキー（日本テレビ系列）
- ザ・リクエストショー（テレビ朝日系列）

ほか
『情報ライブ ミヤネ屋』『THE TIME,』での全国提供以外はスポットCMが中心。

## 関連会社
- メニコングループ
  - 株式会社メニコンネクト（旧・株式会社トーメー） - コンタクトレンズ及びコンタクトレンズケア用品の製造
  - 株式会社メニコンビジネスアシスト - 人材派遣業、保険代理事業他
  - 株式会社メニワン - 動物眼科医療製品（動物用医療用具、動物医薬部外品等）、医療用具、医療機器等の販売
  - 株式会社ダブリュ・アイ・システム - コンタクトレンズ及びメガネ等の販売（屋号：エースコンタクト）
  - 株式会社富士コンタクト - コンタクトレンズ関連製品の販売（屋号：富士コンタクト）
  - 株式会社アルファコーポレーション - オルソケラトロジー用コンタクトレンズの製造・販売
  - 株式会社エーアイピー - コンタクトレンズ及びメガネ等の販売（屋号：シティコンタクト）
  - 株式会社ハマノコンタクト - コンタクトレンズの販売（屋号：ハマノコンタクト）
  - 板橋貿易株式会社 - 医療用機械器具および農産物の販売および輸出入